# Polgármester-választások Kerkabarabáson
1990 és 2019 között nyolc polgármester-választást tartottak Kerkabarabáson.
A nyolc választás során mintegy féltucat polgármester nyerte el a választók többségének bizalmát. 2019 ősze óta Paál István a Zala megyei község első embere.
A választásokon mindig több jelölt állt rajtvonalhoz és többnyire a hivatalban lévő is megérettette magát. A jelöltek mindegyike hivatalos szervezeti támogatás nélkül, „függetlentként” szállt versenybe. A részvételi hajlandóság 60% körül mozgott.

## Háttér
A háromszáz fős község Zala megye nyugati szélén fekszik, alig tíz kilométerre a szlovén-magyar államhatártól. Az elmúlt évszázadban Lenti környékéhez tartozott, 2013 óta a Lenti járás része.
A község 1966-tól a Zalabaksa székhelyű közös tanácshoz tartozott. A hetvenes évektől Pórszombat, Szilvágy, Kálócfa, Kozmadombja és Pusztaapáti is a közös tanács joghatósága alá került. A tanács elnöke a nyolcvanas évek közepén Horváth Ottó, Kerkabarabás elöljárója pedig Vadász Ferenc volt.  A rendszerváltás óta újra önállóan igazgathatja magát a település. (A korábbi közös tanácsban működő települések közös önkormányzati hivatala továbbra is Zalabaksán található.)

### Alapadatok
| Év   | Jelöltek | Részvétel |
| ---- | -------- | --------- |
| 1994 | 3        | 60%       |
| 1998 | 4        | 68%       |
| 2002 | 2        | 65%       |
| 2006 | 2        | 60%       |
| 2010 | 3        | 56%       |
| 2014 | 2        | 58%       |
| 2019 | 5        | 63%       |

Az önkormányzati választásokon az átlagos részvételi hajlandóság 60% körül mozgott. A legalacsonyabb a választói kedv 2010-ben (56%), a legmagasabb pedig 1998-ban volt (68%). Mindig több jelölt indult a választásokon, a hivatalban lévő vezető pedig többnyire megmérettette magát. (Az 1990-es választásokról nem állnak rendelkezésre részletes adatok.)
A település lakóinak a száma 300 körül mozog az ezredforduló óta, míg a '90-es években még a 350 főt is meghaladta. A község lélekszámából fakadóan a képviselő-testület létszáma előbb 5 fős volt, majd a 2010-es önkormányzati reformot követően 4 fős lett. A választójogosultak száma 240 környékén mozog az utóbbi választásokon, korábban a 280-at is elérte.  A jelöltek mindegyike hivatalos szervezeti (párt vagy egyesületi) támogatás nélkül, „függetlentként” szállt versenybe.
Időközi polgármester-választásra az ezredforduló óta nem került sor.
| 1990 | szept.30. | 374 | (nincs adat) | (nincs adat) | (nincs adat) | (nincs adat) |
| 1994 | dec.11.   | 351 | −23          | 281          | 169          | 60,1%        |
| 1998 | okt.18.   | 324 | −27          | 259          | 177          | 68,3%        |
| 2002 | okt.20.   | 310 | −14          | 249          | 161          | 64,7%        |
| 2006 | okt.1.    | 301 | −9           | 240          | 144          | 60,0%        |
| 2010 | okt.3.    | 301 | 0 ±          | 239          | 135          | 56,5%        |
| 2014 | okt.12.   | 296 | −5           | 237          | 138          | 58,2%        |
| 2019 | okt.13.   | 300 | 4            | 245          | 154          | 62,9%        |

## Választások
| \| 1990 \| |                                         |          |                 |
| Jelölt     | Jelölt                                  | Szavazat | Szavazat        |
|            | Szabó István –                          | n.a.     | n.a.            |
|            | {{{jelölt2}}} –                         |          | {{{százalék2}}} |
|            | {{{jelölt3}}} –                         |          | {{{százalék3}}} |
|            | {{{jelölt4}}} –                         |          | {{{százalék4}}} |
|            | {{{jelölt5}}} –                         |          | {{{százalék5}}} |
|            | {{{jelölt6}}} –                         |          | {{{százalék6}}} |
|            | {{{jelölt7}}} –                         |          | {{{százalék7}}} |
|            | {{{jelölt8}}} –                         |          | {{{százalék8}}} |
|            | {{{jelölt9}}} –                         |          | {{{százalék9}}} |
|            | további jelöltekről nincs elérhető adat |          |                 |
|            |                                         |          |                 |
| 1990       |                                         |          |                 |

| \| 1994 \| \| Részvétel: 60% \| |                 |                |                 |
| Jelölt                          | Jelölt          | Szavazat       | Szavazat        |
|                                 | Becze György –  | 134            | 81,7%           |
|                                 | Hordós János –  | 30             | 18,3%           |
|                                 | Szabó István –  | 0              | 0,0%            |
|                                 | {{{jelölt4}}} – |                | {{{százalék4}}} |
|                                 | {{{jelölt5}}} – |                | {{{százalék5}}} |
|                                 | {{{jelölt6}}} – |                | {{{százalék6}}} |
|                                 | {{{jelölt7}}} – |                | {{{százalék7}}} |
|                                 | {{{jelölt8}}} – |                | {{{százalék8}}} |
|                                 | {{{jelölt9}}} – |                | {{{százalék9}}} |
|                                 |                 |                |                 |
|                                 |                 |                |                 |
| 1994                            |                 | Részvétel: 60% |                 |

| \| 1998 \| \| Részvétel: 68% \| |                    |                |                 |
| Jelölt                          | Jelölt             | Szavazat       | Szavazat        |
|                                 | Szente Ferenc –    | 123            | 70,3%           |
|                                 | ifj. Paál István – | 23             | 13,1%           |
|                                 | Szabó Istvánné –   | 20             | 11,4%           |
|                                 | Hordós János –     | 9              | 5,1%            |
|                                 | {{{jelölt5}}} –    |                | {{{százalék5}}} |
|                                 | {{{jelölt6}}} –    |                | {{{százalék6}}} |
|                                 | {{{jelölt7}}} –    |                | {{{százalék7}}} |
|                                 | {{{jelölt8}}} –    |                | {{{százalék8}}} |
|                                 | {{{jelölt9}}} –    |                | {{{százalék9}}} |
|                                 |                    |                |                 |
|                                 |                    |                |                 |
| 1998                            |                    | Részvétel: 68% |                 |

| \| 2002 \| \| Részvétel: 65% \| |                     |                |                 |
| Jelölt                          | Jelölt              | Szavazat       | Szavazat        |
|                                 | Szente Ferenc –     | 124            | 78,5%           |
|                                 | ifj. Varga László – | 34             | 21,5%           |
|                                 | {{{jelölt3}}} –     |                | {{{százalék3}}} |
|                                 | {{{jelölt4}}} –     |                | {{{százalék4}}} |
|                                 | {{{jelölt5}}} –     |                | {{{százalék5}}} |
|                                 | {{{jelölt6}}} –     |                | {{{százalék6}}} |
|                                 | {{{jelölt7}}} –     |                | {{{százalék7}}} |
|                                 | {{{jelölt8}}} –     |                | {{{százalék8}}} |
|                                 | {{{jelölt9}}} –     |                | {{{százalék9}}} |
|                                 |                     |                |                 |
|                                 |                     |                |                 |
| 2002                            |                     | Részvétel: 65% |                 |

| \| 2006 \| \| Részvétel: 60% \| |                       |                |                 |
| Jelölt                          | Jelölt                | Szavazat       | Szavazat        |
|                                 | Szente Ferenc –       | 87             | 62,1%           |
|                                 | Tompa Judit Valéria – | 53             | 37,9%           |
|                                 | {{{jelölt3}}} –       |                | {{{százalék3}}} |
|                                 | {{{jelölt4}}} –       |                | {{{százalék4}}} |
|                                 | {{{jelölt5}}} –       |                | {{{százalék5}}} |
|                                 | {{{jelölt6}}} –       |                | {{{százalék6}}} |
|                                 | {{{jelölt7}}} –       |                | {{{százalék7}}} |
|                                 | {{{jelölt8}}} –       |                | {{{százalék8}}} |
|                                 | {{{jelölt9}}} –       |                | {{{százalék9}}} |
|                                 |                       |                |                 |
|                                 |                       |                |                 |
| 2006                            |                       | Részvétel: 60% |                 |

| \| 2010 \| \| Részvétel: 56% \| |                           |                |                 |
| Jelölt                          | Jelölt                    | Szavazat       | Szavazat        |
|                                 | id. Paál István –         | 51             | 38,1%           |
|                                 | Vidáné Kerese Zsuzsanna – | 47             | 35,1%           |
|                                 | Szente Ferencné –         | 36             | 26,9%           |
|                                 | {{{jelölt4}}} –           |                | {{{százalék4}}} |
|                                 | {{{jelölt5}}} –           |                | {{{százalék5}}} |
|                                 | {{{jelölt6}}} –           |                | {{{százalék6}}} |
|                                 | {{{jelölt7}}} –           |                | {{{százalék7}}} |
|                                 | {{{jelölt8}}} –           |                | {{{százalék8}}} |
|                                 | {{{jelölt9}}} –           |                | {{{százalék9}}} |
|                                 |                           |                |                 |
|                                 |                           |                |                 |
| 2010                            |                           | Részvétel: 56% |                 |

| \| 2014 \| \| Részvétel: 58% \| |                           |                |                 |
| Jelölt                          | Jelölt                    | Szavazat       | Szavazat        |
|                                 | Vidáné Kerese Zsuzsanna – | 79             | 59,4%           |
|                                 | Paál István –             | 54             | 40,6%           |
|                                 | {{{jelölt3}}} –           |                | {{{százalék3}}} |
|                                 | {{{jelölt4}}} –           |                | {{{százalék4}}} |
|                                 | {{{jelölt5}}} –           |                | {{{százalék5}}} |
|                                 | {{{jelölt6}}} –           |                | {{{százalék6}}} |
|                                 | {{{jelölt7}}} –           |                | {{{százalék7}}} |
|                                 | {{{jelölt8}}} –           |                | {{{százalék8}}} |
|                                 | {{{jelölt9}}} –           |                | {{{százalék9}}} |
|                                 |                           |                |                 |
|                                 |                           |                |                 |
| 2014                            |                           | Részvétel: 58% |                 |

| \| 2019 \| \| Részvétel: 63% \| |                           |                |                 |
| Jelölt                          | Jelölt                    | Szavazat       | Szavazat        |
|                                 | Paál István –             | 73             | 49,0%           |
|                                 | Vidáné Kerese Zsuzsanna – | 57             | 38,3%           |
|                                 | Czettin Péter –           | 17             | 11,4%           |
|                                 | Horváth Alex Márk –       | 2              | 1,3%            |
|                                 | Ecsedi József –           | 0              | 0,0%            |
|                                 | {{{jelölt6}}} –           |                | {{{százalék6}}} |
|                                 | {{{jelölt7}}} –           |                | {{{százalék7}}} |
|                                 | {{{jelölt8}}} –           |                | {{{százalék8}}} |
|                                 | {{{jelölt9}}} –           |                | {{{százalék9}}} |
|                                 |                           |                |                 |
|                                 |                           |                |                 |
| 2019                            |                           | Részvétel: 63% |                 |

| Áttekintő táblázat | Áttekintő táblázat         | Áttekintő táblázat         | Áttekintő táblázat         | Áttekintő táblázat | Áttekintő táblázat | Áttekintő táblázat | Áttekintő táblázat |
| Év                 | Megválasztott polgármester | Megválasztott polgármester | Megválasztott polgármester | Szavazat           | Szavazat           | Előny a 2. előtt   | Előny a 2. előtt   |
| Év                 | név                        | szervezet                  | szervezet                  | db                 | érv.%              | db                 | %                  |
| ------------------ | -------------------------- | -------------------------- | -------------------------- | ------------------ | ------------------ | ------------------ | ------------------ |
| 1990               | Szabó István               |                            | –                          | (nincs adat)       | (nincs adat)       | (nincs adat)       | (nincs adat)       |
| 1994               | Becze György               |                            | –                          | 134                | 81,7%              | +104               | +63%               |
| 1998               | Szente Ferenc              |                            | –                          | 123                | 70,3%              | +100               | +57%               |
| 2002               | Szente Ferenc              |                            | –                          | 124                | 78,5%              | +90                | +57%               |
| 2006               | Szente Ferenc              |                            | –                          | 87                 | 62,1%              | +34                | +24%               |
| 2010               | id. Paál István            |                            | –                          | 51                 | 38,1%              | +4                 | +3%                |
| 2014               | Vidáné Kerese Zsuzsanna    |                            | –                          | 79                 | 59,4%              | +25                | +19%               |
| 2019               | Paál István                |                            | –                          | 73                 | 49,0%              | +16                | +11%               |

| 1990 | n.a. | ? | (nincs adat) | (nincs adat) | (nincs adat) |
| 1994 | 3    | ✓ | 60%          | 164          | 3,0%         |
| 1998 | 4    | ✗ | 68%          | 175          | 1,1%         |
| 2002 | 2    | ✓ | 65%          | 158          | 1,9%         |
| 2006 | 2    | ✓ | 60%          | 140          | 2,8%         |
| 2010 | 3    | ✗ | 56%          | 134          | 0,7%         |
| 2014 | 2    | ? | 58%          | 133          | 3,6%         |
| 2019 | 5    | ✓ | 63%          | 149          | 3,2%         |

| Összehasonlító tábla (1994 óta) | Összehasonlító tábla (1994 óta) | Összehasonlító tábla (1994 óta) | Összehasonlító tábla (1994 óta) | Összehasonlító tábla (1994 óta) | Összehasonlító tábla (1994 óta) | Összehasonlító tábla (1994 óta) | Összehasonlító tábla (1994 óta) | Összehasonlító tábla (1994 óta) |
| Év                              | Polgármester-jelölt             | Polgármester-jelölt             | Polgármester-jelölt             | #.                              | Szavazat                        | Szavazat                        | Szavazat                        | Szavazat                        |
| Év                              | név                             | szervezet                       | szervezet                       | #.                              | db                              | jogosultak arányában            | szavazók arányában              | érvényes szavazatok arányában   |
| ------------------------------- | ------------------------------- | ------------------------------- | ------------------------------- | ------------------------------- | ------------------------------- | ------------------------------- | ------------------------------- | ------------------------------- |
| 1994                            | Becze György                    |                                 | –                               | 1.                              | 134                             | 47,7%                           | 79,3%                           | 81,7%                           |
| 1994                            | Hordós János                    |                                 | –                               | 2.                              | 30                              | 10,7%                           | 17,8%                           | 18,3%                           |
| 1994                            | Szabó István                    |                                 | –                               | 3.                              | 0                               | 0,0%                            | 0,0%                            | 0,0%                            |
| 1998                            | Szente Ferenc                   |                                 | –                               | 1.                              | 123                             | 47,5%                           | 69,5%                           | 70,3%                           |
| 1998                            | ifj. Paál István                |                                 | –                               | 2.                              | 23                              | 8,9%                            | 13,0%                           | 13,1%                           |
| 1998                            | Szabó Istvánné                  |                                 | –                               | 3.                              | 20                              | 7,7%                            | 11,3%                           | 11,4%                           |
| 1998                            | Hordós János                    |                                 | –                               | 4.                              | 9                               | 3,5%                            | 5,1%                            | 5,1%                            |
| 2002                            | Szente Ferenc                   |                                 | –                               | 1.                              | 124                             | 49,8%                           | 77,0%                           | 78,5%                           |
| 2002                            | ifj. Varga László               |                                 | –                               | 2.                              | 34                              | 13,7%                           | 21,1%                           | 21,5%                           |
| 2006                            | Szente Ferenc                   |                                 | –                               | 1.                              | 87                              | 36,3%                           | 60,4%                           | 62,1%                           |
| 2006                            | Tompa Judit Valéria             |                                 | –                               | 2.                              | 53                              | 22,1%                           | 36,8%                           | 37,9%                           |
| 2010                            | id. Paál István                 |                                 | –                               | 1.                              | 51                              | 21,3%                           | 37,8%                           | 38,1%                           |
| 2010                            | Vidáné Kerese Zsuzsanna         |                                 | –                               | 2.                              | 47                              | 19,7%                           | 34,8%                           | 35,1%                           |
| 2010                            | Szente Ferencné                 |                                 | –                               | 3.                              | 36                              | 15,1%                           | 26,7%                           | 26,9%                           |
| 2014                            | Vidáné Kerese Zsuzsanna         |                                 | –                               | 1.                              | 79                              | 33,3%                           | 57,2%                           | 59,4%                           |
| 2014                            | Paál István                     |                                 | –                               | 2.                              | 54                              | 22,8%                           | 39,1%                           | 40,6%                           |
| 2019                            | Paál István                     |                                 | –                               | 1.                              | 73                              | 29,8%                           | 47,4%                           | 49,0%                           |
| 2019                            | Vidáné Kerese Zsuzsanna         |                                 | –                               | 2.                              | 57                              | 23,3%                           | 37,0%                           | 38,3%                           |
| 2019                            | Czettin Péter                   |                                 | –                               | 3.                              | 17                              | 6,9%                            | 11,0%                           | 11,4%                           |
| 2019                            | Horváth Alex Márk               |                                 | –                               | 4.                              | 2                               | 0,8%                            | 1,3%                            | 1,3%                            |
| 2019                            | Ecsedi József                   |                                 | –                               | 5.                              | 0                               | 0,0%                            | 0,0%                            | 0,0%                            |

## Polgármesterek
| 1990-'94     | 1994-'98     | 1998-'02      | 2002-'06      | 2006-'10      | 2010-'14        | 2014-'19                | 2019-       |
| ------------ | ------------ | ------------- | ------------- | ------------- | --------------- | ----------------------- | ----------- |
| Szabó István | Becze György | Szente Ferenc | Szente Ferenc | Szente Ferenc | id. Paál István | Vidáné Kerese Zsuzsanna | Paál István |
|              |              |               |               |               |                 |                         |             |
| –            | –            | –             | –             | –             | –               | –                       | –           |
|              |              |               |               |               |                 |                         |             |